# Kapela Majke Božje Lurdske u Čulincu
Kapela Majke Božje Lurdske katolička je kapela koja se nalazi u zagrebačkoj četvrti Gornja Dubrava u  naselju Čulinec. Građena je od 2005. do 2008. godine.

## Povijest i arhitektura
Kapela je građena prema projektu arhitekta Tomislava Premerla iz 2005. godine. Smještena je u predjelu guste stambene izgradnje obiteljskih kuća, te nije dio širih gradskih vizura. Radi visokog je zvonika element vizura užega urbanističkog konteksta. Ispred kapele je oblikovan pristupni trg jakoga javnog karaktera.
Liturgijski prostor je izgrađen na kvadratnom tlocrtu te je organiziran po dijagonali. Na dijagonalnoj se osi kvadrata nalazi ulaz u liturgijski prostor i prezbiterij. Svetište, pjevalište i kapela su smješteni u kutovima kvadratnog tlocrta te se, iako su jasno razgraničeni, ‘prelijevaju’ jedan u drugi zadovoljavajući na taj način postkoncilske zahtjeve shvaćanja mise kao slavlja čitave kršćanske zajednice.
U unutrašnjosti svetišta se nalazi drveni plitko-kupolasti svod, oblikovan od radijalnih greda između kojih je dašćani podgled.

## Galerija
- Bočno pročelje i zvonik